# 西山故居
西山故居，位于中国福建省浦城县仙阳镇仙阳街，宋嘉定十四年（1221年）始建，清同治八年（1869年）重建。南宋理学家、参知政事真德秀（号西山）故宅旧址。坐北朝南，占地面积1221平方米。由门厅、正厅、两厢及前、后院组成。正厅硬山顶，穿斗式木构架，面阔三间，进深四间，前后设廊。揖仙桥为附属文物。2005年5月11日公布为第六批福建省文物保护单位。